# Karshapana
Le karshapana (sanskrit :  कार्षापण ; IAST : kārṣāpaṇa) est un type de monnaie en argent produit en Inde entre le Ve et le IIe siècle av. J.-C.

## Histoire monétaire
Au VIe siècle av. J.-C., apparaissent dans le nord du sous-continent indien, les Mahajanapadas. Ces « grands royaumes » très commerçants sont le lieu d'émissions monétaires qui prennent plusieurs formes. Elles sont caractérisées par l'utilisation de l'or, de l'argent métal et du cuivre. 
Leur nom générique est « karshapana », littéralement « pesant un « karsha » », le karsha étant une unité de masse en usage dans cette partie de l'Inde antique. Selon des sources remontant au début du XIXe siècle, le karsha équivaut à 173 grains troy, soit 11 g de cuivre. En 1966, Radha Kumud Mukherjee (en) démontre qu'un karshapana équivaut à 57,6 grains troy ou 32 rattis (de raktika, ou ratti (en), le grain indien d'après la graine de l'Abrus precatorius), soit 3,30 g.
Le terme devient générique pour qualifier toute sorte de monnaie en rapport au cuivre ou contenant du cuivre, mais non tout ce qui touche à l'or. 
En anglais, on les appelle punch-marked coins. On trouve également le terme de Aahat coins.

### Composition
Le karshapana n'est pas fait d'argent pur mais de 11 parts d'argent pur, de 4 parts de cuivre et de 1 part d'un autre métal (étain ou plomb) ce qui donne un titrage de 733 millièmes. 

### Formes

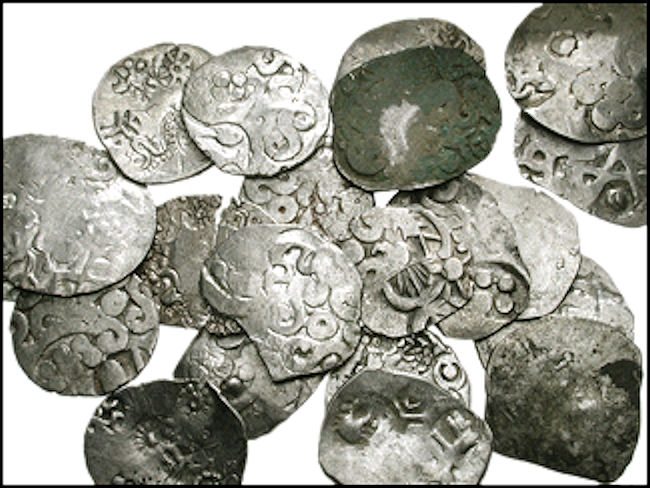
Karshapanas, époque Kosala (vers 525-465 av. J.-C.) pesant en moyenne 2,7 g et d'un diamètre de 25 mm.

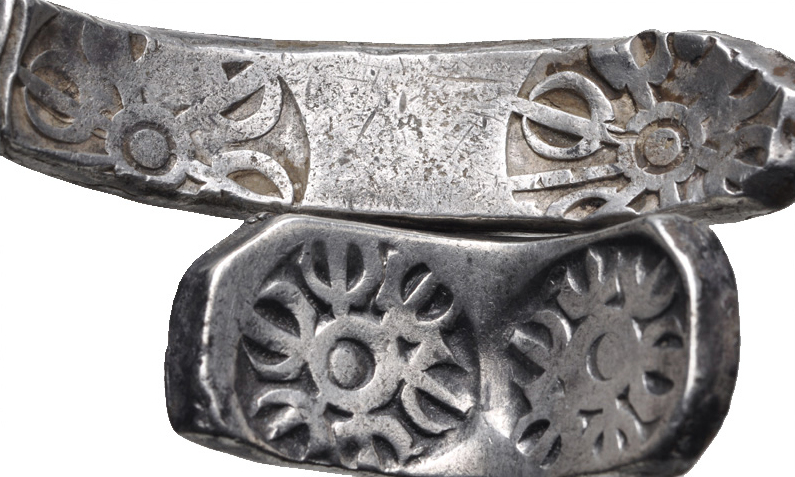
Deux karshapanas de forme rectangulaire et courbée, époque Gandhara Janapada (vers 600 à 300 av. J.-C.).

Le karshapana d'argent prend l'apparence de rondelle irrégulière et incurvée, dite « soucoupe », ou bien de rectangle là aussi taillé suivant des bords irréguliers et parfois incurvés. Ce qui les caractérise est la présence sur une seule face de plusieurs contremarques, représentations de symboles divers, sans doute frappées au marteau. Les karshapanas plus récents comportent une voire deux contremarques au verso.
Les contremarques figurent des formes stylisées s'inscrivant soit dans des cercles soit dans des rectangles. Les signes évoquent des fleurs, des soleils, des animaux, des entrelacements de points et de courbes, des croix diverses, des poignards, etc.

### Datation
Les plus anciennes monnaies remontent aux découvertes effectuées à Patna et dateraient du règne d'Ajatashatru (vers 492 à 460 av. J.-C.). Sur le site de Bhir Mound (en) fouillé entre 1924 et 1945, situé près de Taxila, des monnaies de ce type furent trouvées en même temps que des monnaies frappées sous Diodote, donnant un intervalle de temps situé entre 255 et 248 av. J.-C. En 1933, la découverte du trésor de Chaman Hazouri aux alentours de Kaboul, révèle une date estimée à 380 av. J.-C., on y trouva des karshapanas mêlés à des monnaies grecques frappées entre le Ve et le début du IVe siècle av. J.-C..

### Origines controversées

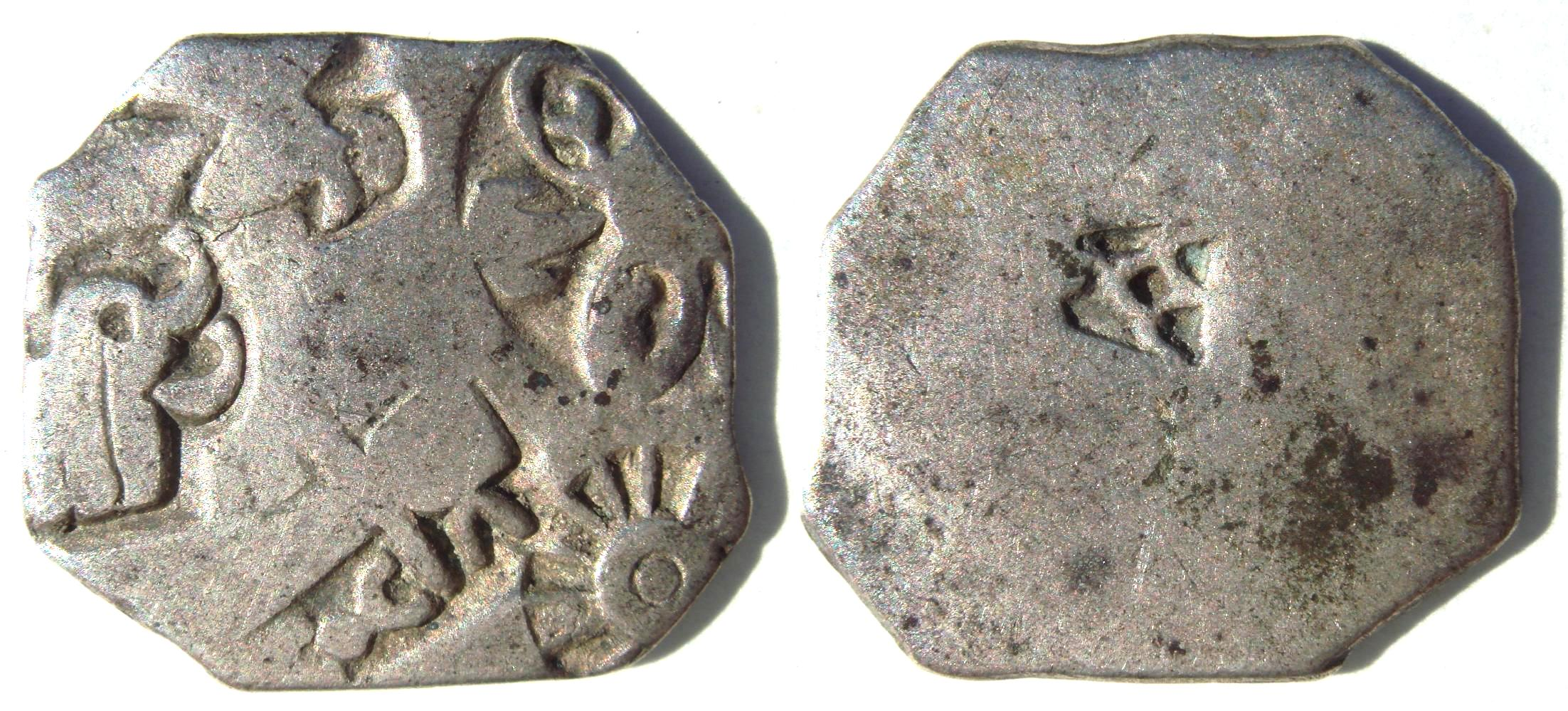
Karshapana, époque Maurya, argent, recto/verso.

L'hypothèse la plus communément avancée concernant l'origine de ces monnaies contremarquées est que l'usage en serait venu de l'invasion des armées achéménides dans le nord-ouest du continent indien, au Gandhara, vers le milieu du VIe siècle av. J.-C. : ces armées auraient importé l'usage de la monnaie métallique du type de celle produite depuis plus d'un siècle en Lydie. Le karshapana n'aurait originellement pas été produit par des États, mais des marchands ou des « banquiers » itinérants, ce qui expliquerait la présence de nombreuses contremarques, renvoyant à une sorte de poinçon de garantie.
C'est sous l'Empire maurya, entre 322 et 184 av. J.-C., que les karshapanas ont été les plus abondamment produits dans leurs formes rectangulaires. Postérieurs, les karshapanas frappés sous la Dynastie Shunga prennent la forme de carrés et sont couverts de signes des deux côtés.